# Литвин Михайло Йосипович
Михайло Йосипович Литвин (1892, Забайкальська область, тепер Російська Федерація — 12 листопада 1938, місто Ленінград) — радянський діяч, співробітник НКВС СРСР, начальник секретно-політичного відділу ГУДБ НКВС СРСР, начальник УНКВС по Ленінградській області, комісар державної безпеки 3-го рангу (20.01.1938). Активний учасник Великого терору. Член ЦК КП(б)У в червні 1933 — травні 1937 р. Кандидат у члени Організаційного бюро ЦК КП(б)У в червні 1933 — січні 1934 р. Член Організаційного бюро ЦК КП(б)У в січні 1934 — травні 1937 р. Депутат Верховної Ради СРСР 1-го скликання.

## Біографія
Народився в єврейській родині візника. У 1905 році закінчив початкову школу в місті Іркутську.
У червні 1905 — березні 1906 року — учень складача Іркутської типографії. У квітні 1906 — лютому 1907 року — робітник рибного промислу Селенгінського повіту Забайкальської області. У березні 1907 — липні 1915 року — складач типографій у Верхньоудинську та Красноярську.
У серпні 1915 — липні 1916 року — рядовий 15-го піхотного полку російської царської армії.
У серпні 1916 — липні 1917 року — складач типографії, голова заводського комітету Спілки друкарів у Красноярську.
Член РСДРП(б) з березня 1917 року.
У серпні 1917 — травні 1918 року — голова Красноярської Спілки друкарів, співробітник Єнісейського губернського раднаргоспу, комісар типографії (друкарні) Красноярської міської ради, червоногвардієць. У червні 1918 року був заарештований білими військами адмірала Колчака.
У червні 1918 — листопаді 1919 року — в'язень тюрм і таборів військовополонених у містах Маріїнську, Томську, Красноярську та селищі Імані. У грудні 1919 — лютому 1920 року — на підпільній роботі в типографії, партизан партизанського загону в Хабаровську. У березні — жовтні 1920 року — військовий комісар партизанського полку на Далекому Сході. У жовтні — грудні 1920 року — слідчий військового контролю Амурського фронту. У грудні 1920 — лютому 1921 року — військовий комісар оперативного управління штабу Далекосхідного фронту.
У лютому — червні 1921 року — заступник завідувача відділу управління Єнісейського губернського виконавчого комітету у місті Красноярську.
У червні 1921 — жовтні 1922 року — начальник агентури Особливого відділу ДПУ при головнокомандувачі Далекосхідного фронту в місті Читі.
У жовтні 1922 — грудні 1923 року — відповідальний секретар Далекосхідного бюро ВЦРПС.
У грудні 1923 — квітні 1926 року — голова Орловської губернської ради профспілок.
У квітні 1926 — березні 1929 року — голова Казахстанської крайової ради профспілок у місті Кзил-Орді.
У березні 1929 — 1930 року — голова Середньоазійського бюро ВЦРПС у Ташкенті.
У 1930 — квітні 1931 року — завідувач відділу кадрів, завідувач розподільного бюро Середньоазійського бюро ВКП(б) у Ташкенті.
У квітні 1931 — серпні 1932 року — заступник завідувача і завідувач сектору кадрів адміністративних органів відділу розподілу адміністративно-господарських і профспілкових кадрів ЦК ВКП(б) у Москві. У серпні 1932 — лютому 1933 року — заступник завідувача відділу розподілу адміністративно-господарських і профспілкових кадрів ЦК ВКП(б).
У лютому 1933 — лютому 1934 року — завідувач відділу кадрів ЦК КП(б)У в Харкові. У березні 1934 — серпні 1935 року — завідувач промислово-транспортного відділу ЦК КП(б)У в Києві. У вересні 1935 — вересні 1936 року — завідувач сільськогосподарського відділу ЦК КП(б)У.
У вересні — жовтні 1936 року — 2-й секретар Харківського обласного комітету КП(б)У.

## Великий терор
З жовтня 1936 по червень 1937 рр. — начальник відділу кадрів ГУДБ НКВС СРСР у Москві, у травні-червні 1937 року підписував сталінські розстрільні списки. У червні 1937 — січні 1938 року — начальник IV (Секретно-політичного) відділу ГУДБ НКВС СРСР.
З 20 січня по листопад 1938 року — начальник Управління НКВС по Ленінградській області. За 1938 рік у Ленінграді було розстріляно 20 769 осіб. У ленінградських чекістів з'явився похмурий жарт: «При Заковському були квіточки, а при Литвині — ягідки». Восени 1938, як найближчий ставленик Єжова, Литвин потрапив під удар. У доносі начальника УНКВД Івановської області В. П. Журавльова, адресованому особисто Сталіну, Литвин називався в числі співробітників НКВС, що покривали «ворогів народу», зокрема, П. П. Постишева. Після денної телефонної розмови з Єжовим Литвин ввечері мав виїхати у Москву. 12 листопада 1938 за годину до відходу поїзда він застрелився у себе на квартирі. Цей факт в НКВД намагалися приховати: Литвин був похований таємно. Офіційний наказ про зняття з посади виданий 14 листопада. Постановою Президії Верховної ради СРСР від 29 березня 1941 року позбавлений всіх звань і нагород. Не реабілітований.

## Звання
- старший майор держбезпеки (22.12.1936)
- комісар держбезпеки 3-го рангу (20.01.1938)

## Нагороди
- орден Леніна (22.07.1937).
- медаль «ХХ років РСЧА» (22.02.1938)
- знак «Почесний працівник ВЧК—ГПУ (XV)» (9.05.1938)